# Nemanja Bosančić
Nemanja Bosančić (in serbo Немања Бocaнчић?; Pristina, 1º marzo 1995) è un calciatore serbo, centrocampista del Vardar.

## Carriera
Il 5 settembre 2024 viene acquistato a titolo definitivo dalla squadra macedone del Vardar.

## Palmarès

### Club

#### Competizioni nazionali
- Coppa di Macedonia: 1

Vardar: 2024-2025